# Lo Kauppi
Lena Marianne Kauppi (født 19. april 1970), bedre kendt Lo Kauppi, er en svensk skuespillerinde og dramatiker. Hun blev uddannet ved Teaterhögskolan i Stockholm fra 1999 til 2003.

## Privatliv
Hun er gift med skuespilleren Figge Norling. Parret har et barn sammen.

## Udvalgt filmografi
- Cleo (tv-serie, 2002)
- Isprinsessen (tv-film, 2007)
- Janna & Liv (kortfilm, 2009)
- Jægerne - tilbage til vildmarken (2010)
- Wallander (tv-serie, 2013)
- Ægte mennesker (tv-serie, 2013-2014)
- Beck (tv-serie, 2016)
- Bitchboy (kortfilm, 2017)
- In the Gap (kortfilm, 2017)
- Modus (tv-serie, 2017)
- Søstre (tv-serie, 2018)
- Rebecka Martinsson (tv-serie, 2020)
- Streams (tv-serie, 2020-2022)
- En helt normal familie (tv-serie, 2023)
- Meningen med livet (tv-serie, 2025)